# Patriarche des Indes occidentales
Le patriarche des Indes occidentales ((lt) : Patriarchatus Indiarum Occidentalium) est un titre honorifique dans l'Église catholique romaine institué en 1524. Il est vacant depuis la mort de son dernier titulaire en 1963.

## Historique
En 1520, Ferdinand II d'Aragon demande au pape Léon X d'établir un patriarcat pour les territoires américains découverts par les Espagnols. Le Saint-Siège ne tenait pas à la création d'une Église américaine autonome et espagnole. Le 11 mai 1524, Clément VII accepte de le créer, mais seulement comme titre honorifique, sans compétence et sans clergé. En outre, le patriarche a été interdit, de fait, de résidence aux Amériques. Antonio de Rojas, archevêque de Grenade et évêque de Palencia, a été le premier patriarche. 
Après la mort de Fernando Niño de Guevara en 1552, le siège reste vacant, car Philippe II, contre la politique du Saint-Siège, souhaite un patriarcat ayant une vraie juridiction. Finalement, le roi accepte en 1591 de proposer l'archevêque de Mexico (mais qui résidait à Madrid en tant que président du Conseil des Indes) Pedro Moya de Contreras. Toutefois, le nouveau patriarche est décédé avant d'avoir pu être consacré. 
En 1602, Philippe III abandonne l'idée d'un Patriarcat de plein exercice et le transforme en un titre honorifique seulement pour les ecclésiastiques nobles. À partir de 1835 et la consécration de Zeferino González y Díaz Tuñón comme archevêque de Tolède et patriarche des Indes Occidentales, ces deux titres sont toujours en possession des mêmes prélats jusqu’en 1963, où le titre de patriarche est abandonné.

## Titulaires
- Antonio de Rojas Manrique (1524–1525)
- Esteban Gabriel Merino (2 septembre 1530–28 juillet 1535)
- Fernando Niño de Guevara (8 octobre 1546–16 septembre 1552)
- Pedro Moya de Contreras (15 janvier 1591–7 décembre 1591)
- Juan Guzmán (15 novembre 1602–1605)
- Juan Bautista de Acevedo Muñoz (16 janvier 1606–8 juin 1608)
- Pedro Manso (10 novembre 1608-1609)
- Diego de Guzmán Haros (14 mars 1616–18 avril 1621)
- Andrés Pacheco (6 octobre 1625–7 avril 1626)
- Antonio Manrique de Guzmán (22 décembre 1670–?)
- Antonio de Benavides y Bazán (8 mai 1679-1690)
- Pedro Portocarrero y Guzmán (1691–1708)
- Carlos de Borja y Centellas (3 octobre 1708-8 août 1733)
- Álvaro Eugenio de Mendoza Caamaño Sotomayor (20 janvier 1734-23 janvier 1761)
- Buenaventura de Córdoba Espínola de la Cerda (1761–1777)
- Francisco Javier Delgado Venegas (1778–1781)
- Cayetano de Adsor (1782)
- Manuel Ventura Figueroa (1782–1783)
- Antonio de Sentmenat y Castellá (1784–1806)
- Ramón José de Arce (1806–1815)
- Francisco Antonio Cebrián y Valda (1815–1820)
- Antonio Allué Sesé (1820–1842)
- Vacant (1842–1847)
- Antonio Posada Rubín de Celis (1847–1851)
- Tomás Iglesias Barcones (1852–1873)
- Vacant (1873–1875)
- Francisco de Paula Benavides y Navarrete (1875–1881, nommé archevêque de Saragosse)
- José Moreno y Mazón (18 novembre 1881–27 mars 1885, nommé archevêque de Grenade)
- Zeferino González y Díaz Tuñón (1885–1886)
- Miguel Payá y Rico (1886–1891)
- Antolín Monescillo y Viso (1892–1897)
- Ciriaco María Sancha y Hervás (1898–1909)
- Gregorio María Aguirre y García (1909–1913)
- Victoriano Guisasola y Menéndez (1914–1920)
- Jaime Cardona y Tur (9 décembre 1920-6 janvier 1923)
- Julián de Diego y García Alcolea (27 juillet 1923-8 octobre 1925, nommé archevêque de Saint-Jacques-de-Compostelle)
- Francisco Muñoz y Izquierdo (14 décembre 1925-18 avril 1930)
- Ramón Pérez y Rodríguez (30 juin 1930–28 janvier 1937)
- Leopoldo Eijo y Garay (es) (21 juillet 1946–31 juillet 1963)